# Max Kohn
Max Kohn (Esch-sur-Alzette, 17 de novembre de 1954) és un pintor i escultor luxemburguès. Format com a estudiant en l'Institut de les Arts i Tècniques Artesanals de Namur (Bèlgica) de 1971 a 1974. De 1975 a 1981, Max Kohn va ser estudiant en l'acadèmia d'art de Karlsruhe (Alemanya), on va estudiar escultura en fusta i pedra, tècniques de fosa, així com pintura i dibuix. Max Kohn ha treballat com a artista independent al gran ducat de Luxemburg i França des de 1981.